# Völkerschlachtdenkmal (Stadtpark Halle)

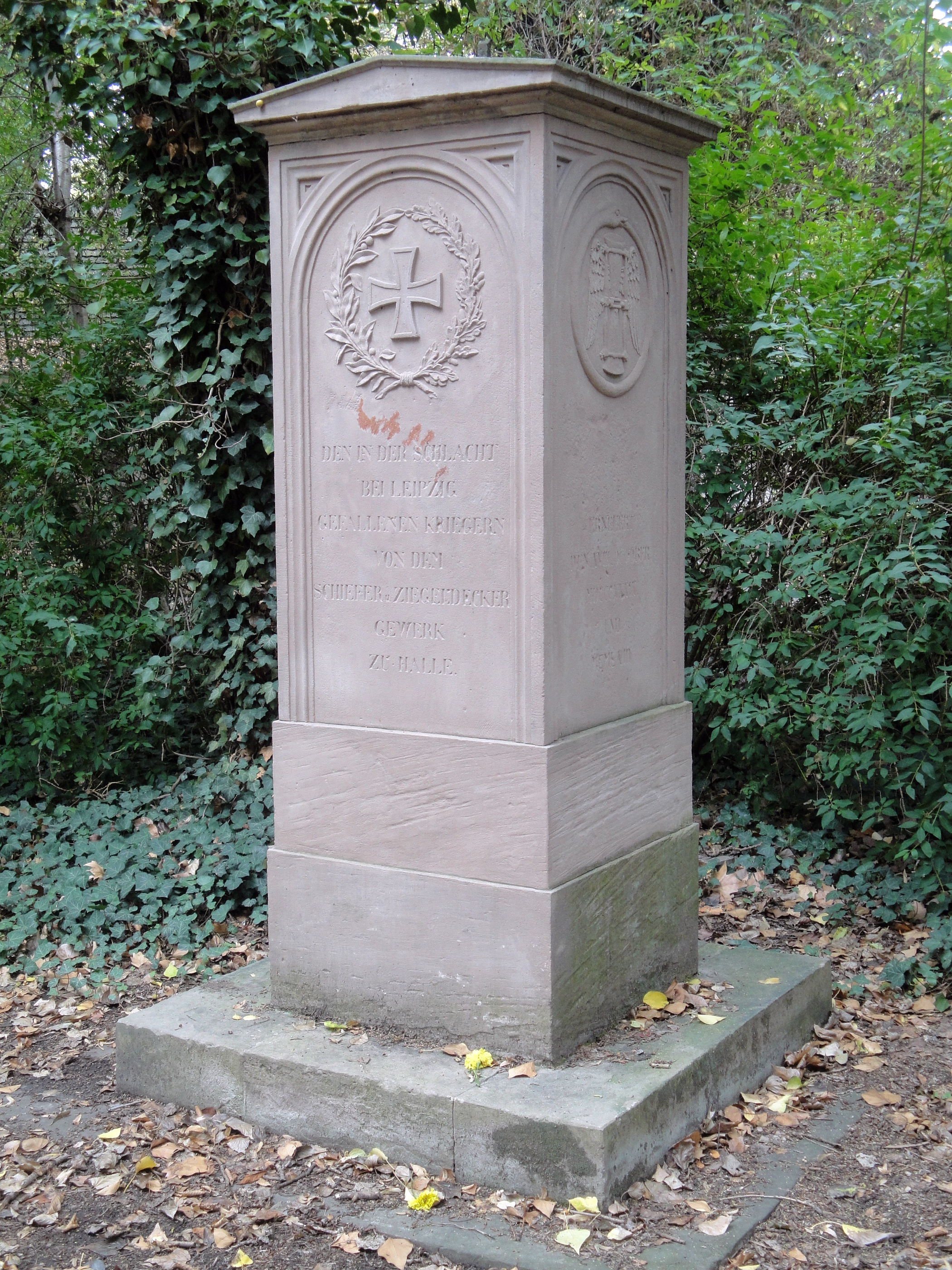
Völkerschlachtdenkmal im Stadtpark in Halle (2016)

Das Völkerschlachtdenkmal im Stadtpark neben dem Stadtgottesacker ist eine Gedenkstätte in Halle (Saale). Es steht unter Denkmalschutz und ist im Denkmalverzeichnis von Sachsen-Anhalt mit der Erfassungsnummer 094 56687 als Kleindenkmal eingetragen.

## Geschichte
In der Folge der Völkerschlacht bei Leipzig im Oktober 1813 verstarben in Halle zahlreiche Verwundete, da in der Universitätsstadt etliche Lazarette eingerichtet worden waren. Kurz nach dem Sieg der preußisch-russischen Seite gegen die französische wurden im Jahr 1814 – unmittelbar nach dem Ende der Befreiungskriege – drei Gedenkstätten errichtet: ein Obelisk auf der Lehmbreite, einer auf der Würfelwiese und einer im Stadtpark. Jeder dieser Obelisken wurde von einer der noch bestehenden Handwerkerinnungen Halles gestaltet. Als Aufstellungsorte wählte man Stellen, an denen Verstorbene beerdigt wurden.
Da es neben den provisorischen Lazaretten im Westteil der Stadt auch solche am Universitätsplatz (Gymnasium im ehemaligen Franziskanerkloster), Marktplatz (Ratswaage, Ratskeller) und anderen Lokalitäten gab, wurden diese auf Soldatengottesacker neben dem Stadtgottesacker, dem heutigen Stadtpark, beerdigt. Hier stiftete die Schiefer- und Ziegeldeckerinnung im Jahr ein Denkmal für diese Anlage, das am 3. August 1814, dem 44. Geburtstag des preußischen Königs Friedrich Wilhelm III., eingeweiht wurde. Der Innungsmeister J. C. Hennecke schuf einen Holzobelisken, der mit Schieferplatten verkleidet war. Diesen ersetzte man zum 18. Oktober 1839 durch die heutige Stele. Dabei versetzte man das Denkmal auch ein Stück nach Osten. Am vorherigen Standort war es von Eichen umgeben. Eine Restaurierung zum 150. Jahrestag im Jahr 1963 ist durch die Inschrift überliefert.

## Beschreibung
Die Sandsteinstele besitzt kleine Dreiecksgiebel und ist im oberen Bereich mit Eisernen Kreuzen und abgelaufenen Sanduhren verziert. Die Inschrift auf der Hauptseite lautet:
An den anderen Seiten finden sich die Inschriften: Errichtet den III. August MDCCCIV und Erneuert den XVIII. October MDCCCXXXIX und MCMLXIII.